# Renatus Godefridus Vanlerberghe
Renatus Godefridus Vanlerberghe (1 november 1848, Hoogstade - 5 april 1909, Hoogstade) was een Belgische gemeentelijk politicus.
Hij was burgemeester van Hoogstade van 1885 tot 1908. Zijn kleinzoon Maurice Vanlerberghe zou later tijdens de Tweede Wereldoorlog enkele jaren burgemeester van Leisele worden.